# Distrito de Balrampur-Ramanujganj
Balrampur-Ramanujganj (en Hindi: बलरामपुर-रामानुजगंज जिला) es un distrito de la India en el estado de Chhattisgarh. El centro administrativo es la ciudad de Balrampur.
Anteriormente era una parte de la división de Ambikapur (Surguja). Entró en existencia el 1 de enero de 2012 y formaba parte del distrito de Surguja. El distrito de Balrampur-Ramanujganj se encuentra en la parte norte del estado de Chhattisgarh.
Ramanujganj es uno de los lugares históricos en el distrito, así como la ciudad más poblada del mismo. Ramanujganj es una ciudad fronteriza entre los estados de Chhattishgarh y Jharkhand. Los aeropuertos más cercanos son Ranchi y Raipur. Las estaciones de tren más cercanas son Garhwa y Ambikapur.